# Belpasso
Belpasso – miasto i gmina we Włoszech, w regionie Sycylia, w prowincji Katania.
Według danych na rok 2004 gminę zamieszkiwały 20 323 osoby, 123,9 os./km².